# 蓬蒂斯热斯塔尔
蓬蒂斯热斯塔尔是巴西圣保罗州的一个市镇。总面积217.134平方公里，总人口2224人，人口密度10.2人/平方公里。